# أرنالدو بامبيانكو
أرنالدو بامبيانكو (بالإيطالية: Arnaldo Pambianco)‏ (16 أغسطس 1935 - 6 يوليو 2022)، هو دراج إيطالي سابق في صنف سباق الدراجات على الطريق. سبق أن شارك في دورة الألعاب الأولمبية الصيفية.

## سباقات أو مراحل فاز بها
- طواف إيطاليا

## وصلات خارجية
- أرنالدو بامبيانكو على موقع أرشيف الدراجات (الإنجليزية)
- أرنالدو بامبيانكو على موقع إحصائيات الدراجات الإحترافية (الإنجليزية)
- أرنالدو بامبيانكو على موقع CycleBase (الإنجليزية)
- أرنالدو بامبيانكو على موقع أوليمبيديا (الإنجليزية)
- أرنالدو بامبيانكو  على موقع SportsReference  - سبورتس رفرنس